# Zwartzusters Oostende
Die römisch-katholische Schwesterngemeinschaft der Zwartzusters in Oostende gehörte zur Familie der Celliten, welche sich hauptsächlich in der Krankenpflege betätigten. 

## Geschichte
Bereits zu Beginn des 15. Jahrhunderts waren die Grauwzusters, welche nach der Regel des heiligen Franziskus lebten, zur Pflege der Kranken in der Stadt tätig. Nachdem die Schwestern am 10. August 1537 ihr neues Kloster und eine dazugehörige Kapelle dem heiligen Laurentius und dem heiligen Augustinus geweiht hatten, erhielten sie seit 1570 durch den Stadtmagistrat eine Subsidie für ihre Dienste.
In den Jahren 1570 und 1577 wurde die Gemeinschaft auf ihre Rechtgläubigkeit hin überprüft, welche wohl, da uns keine Beanstandungen bekannt sind, vorhanden war. Als die Stadt 1570 durch die Geusen eingenommen wurde, flohen die Schwestern, wie viele der Bürger, aus der Stadt. Da es nun keine Schwestern mehr gab, verkaufte man im Jahre 1580 die Klostergebäude. Von der Gemeinschaft aber hören wir, dass sie 1583 im „Convente van S. Katheryne gheseyt de Maechdaleene“ (ebenfalls ein Kloster von Grauwzusters) zu Sluis, welches unter spanischer Herrschaft stand, unterkamen. Als auch diese Stadt 1604 in die Hand der Geuzen viel, siedelten sie nach Brügge über.
Als die Herrschaft der Geusen in Oostende ihr Ende gefunden hatte, fragten die Schwester um Rückkehr beim Magistrat der Stadt nach, welcher ihnen in einem Schreiben vom 21. Mai 1609 hierzu seine Erlaubnis gab. Mit vier Schwestern kehrten sie nun nach Oostende zurück, wo sie die Pflege der Kranken und die Unterweisung von Kindern von neuem aufnehmen wollten. Unter Mithilfe der Stadt begannen sie den Neubau eines Klosters, welches nach einem Brief vom 4. September 1613 unter dem Bischof von Brügge nach der Regel des heiligen Augustinus leben sollte. Allgemein noch als Grauwzusters bezeichnet, wurde im Juli 1618 ihre Kapelle dem heiligen Laurentius und dem heiligen Augustinus geweiht. Doch damit war ihre Bautätigkeit nicht zu Ende. 1623 bauten sie ein kleines Hospital, in welchem stets einige Schwestern ihren Krankendienst versahen. Nachdem am 3. Juli 1642 wiederum ein Kapellenneubau eingeweiht worden war, erteilte der Bischof am 1. Juli 1663 die Erlaubnis zur Errichtung einer Bruderschaft zu Ehren des heiligen Laurentius an der genannten Kapelle.
Am 24. Mai 1642 erbat der Konvent von seinem Bischof die Übernahme der Statuten der Zwartzusters von Brügge, welche ihm noch im selben Jahr mit einigen Revisionen übergeben wurde.
Einige Jahre später, nämlich von Mai bis Juni 1652, nahm die Gemeinschaft mehr als 60 englische Klarissen auf, welche aus ihren Klöstern flüchten mussten. Noch im Jahre 1692 durch einen neuen Gebäudeflügel erweitert, geriet das Kloster im Juli 1706, da die Stadt von den Österreichern belagert und bombardiert wurde, zehnmal in Brand. Den Schwestern blieb zur Wiederherstellung ihres Klosters nur das Betteln übrig. Hierfür zogen sie bis nach Gent, Antwerpen, Mechelen, Brüssel und Löwen.
Am 18. Juni 1709 wurde der Grundstein zur neuen Kapelle gelegt. Doch kaum waren Kloster und Kapelle im Jahre 1712 wiederhergestellt, geriet die Pfarrkirche in Brand, und die Kapelle musste für den Pfarrgottesdienst zur Verfügung gestellt werden.
Als man im Jahre 1777 ein Hospital errichtet hatte und kein Personal dafür gefunden werden konnte, versuchte der Stadtmagistrat im Jahre 1781 den Konvent zu zwingen, zumindest zwei oder drei Schwestern dorthin abzustellen. Dies war jedoch für die Gemeinschaft eine Unmöglichkeit, da sie für die Unterhaltung zweier Häuser nicht genügend Mitglieder zählte.
Am 7. Februar 1793 wurde das Kloster durch die Soldaten der Französischen Revolution in ein Kriegslazarett umgewandelt und der Konvent vor ein Ultimatum gestellt. Würden sich die Schwestern bereit erklären, die Soldaten zu pflegen, so könnten sie bleiben. Ansonsten jedoch müssten sie das Haus verlassen. Doch schon am nächsten Tag wurden sie ausgewiesen, konnten es jedoch wieder beziehen, nachdem die Soldaten es am 30. März 1793 verlassen hatten.
Als die Franzosen wiederkamen, mussten sie ihr Kloster am 16. Juni 1794 erneut räumen, so dass sie nun nach Middelburg gingen. Da die Franzosen aber bereits auch Zeeland erobert hatten, mussten sie nach Oostende zurückkehren. Drei Schwestern blieben nun in Middelburg, zwei jedoch kehrten nach Oostende zurück, wo sie nun die Möglichkeit bekamen, ihr ehemaliges Klostergebäude für 15.000 Gulden zurückzukaufen.
Nachdem Oostende bombardiert worden war, flohen die "Ehrwürdige Mutter" und fünf Schwestern wiederum nach Zeeland und kehrten erst im November des Jahres zurück, wo ihnen im Januar 1795 mitgeteilt wurde, dass sie sich binnen 20 Tagen entschließen müssten, in den Dienst der Französischen Republik zu treten oder ihr Haus zu verlassen. Nun mussten sie auch ihre Ordenskleider abgeben, und am 25. Januar 1798 folgte die Aufhebung ihres Klosters.
Am 5. Februar 1798 wurde der 15 Mitglieder zählende Konvent aus seinem Haus vertrieben. Ohne Geld, Haus und Mobiliar wurden die Schwestern nun von einigen Bürgern der Stadt aus Mitleid in deren Häuser aufgenommen. Am 18. September 1829 verstarb die letzte Oberin des Klosters.